# لحرش (حارث الغابة)
لحرش هو دُوَّار يقع بجماعة دار بوعزة، إقليم النواصر، جهة الدار البيضاء سطات في المملكة المغربية. ينتمي الدوّار لمشيخة حارث الغابة التي تضم 3 دواوير. يقدر عدد سكانه بـ 2748 نسمة حسب الإحصاء الرسمي للسكان والسكنى لسنة 2004.

## روابط خارجية
- البوابة الوطنية للجماعات الترابية نسخة محفوظة 12 مارس 2018 على موقع واي باك مشين.
- المندوبية السامية للتخطيط